# Calle Bizcocheros
La calle Bizcocheros es una calle de la ciudad Jerez de la Frontera, (Andalucía, España).
Arteria principal del antiguo y medieval barrio de San Pedro, pese a su cercanía al centro comercial de la ciudad, ha sabido combinar el sabor de tradicional barrio andaluz y comercios tradicionales con casas señoriales y patios de vecinos junto con nuevos equipamientos comercial y nuevos vecinos.
La calle alberga como monumento principal al templo de San Pedro, si bien, es sobre todo el tránsito de vecinos, el sabor de los comercios, la paleta de colores y el constante baño de luz lo que la hacen una calle diferente.

## Origen
Arteria principal del barrio de San Pedro, su origen primitivo era el camino que transcurría junto a las antiguas huertas del convento de Santo Domingo y que servía de acceso de los judíos jerezanos a su cementerio, llamando fonsario.
Tras la conquista de la ciudad por Alfonso X El Sabio, el entonces arrabal de San Pedro fue creciendo de forma perpendicular a la calle Bizcocheros, dando pie a calles estrechas y encaladas. 

## Viviendas destacadas

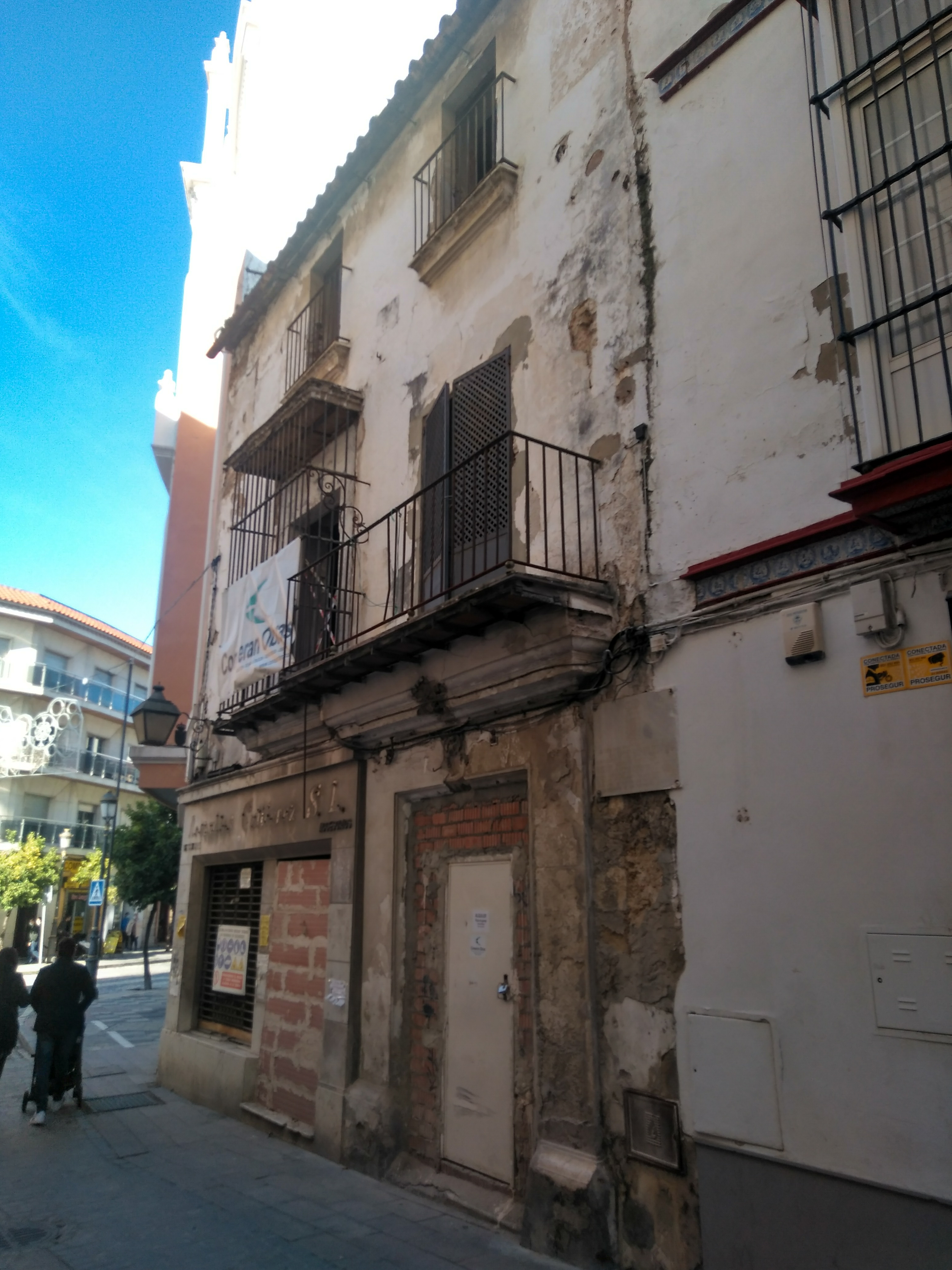
Casa de María de Xerez

La casa número 29 fue reconocida con el premio Europa Nostra de la Unión Europea por su rehabilitación y restauración, ya que consiguió rescatar, conservar, y reproducir todos los elementos del inmueble pertenecientes al siglo XVII
En el número 3 vivió la escritora y periodista jerezana Carmen Carriedo de Soto, conocida María de Xerez.

## En la actualidad

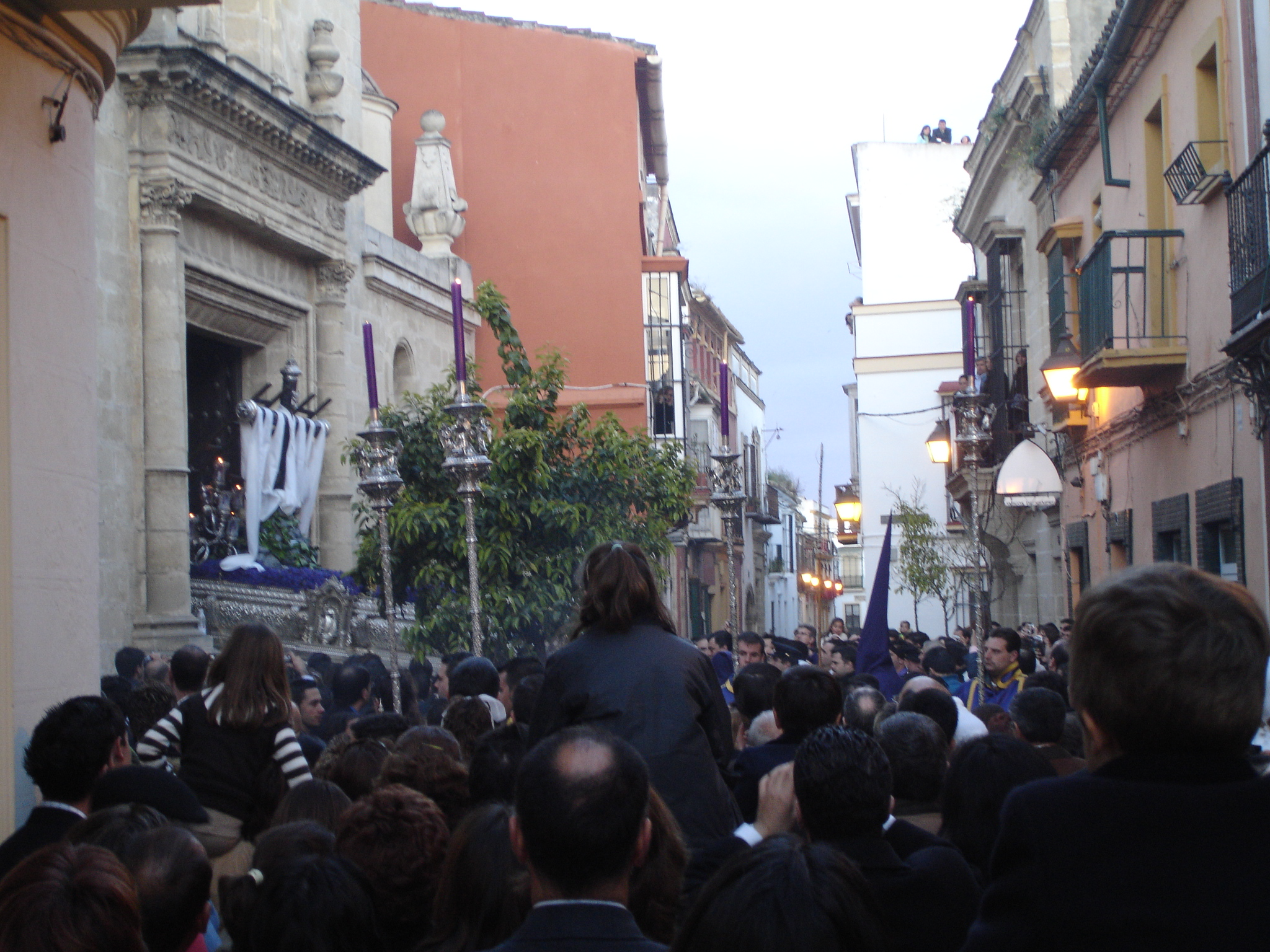
Salida de paso de San Pedro

Actualmente, la definen numerosos comercios tradicionales, talleres alternativos y casas con deliciosos patios llenos de flores, rejas en los balcones y una paleta de colores propia de la melancolía andaluza.
Esta calle fue sometida a un intenso proceso de semipeatonalización, terminado en 2009

## Recorrido

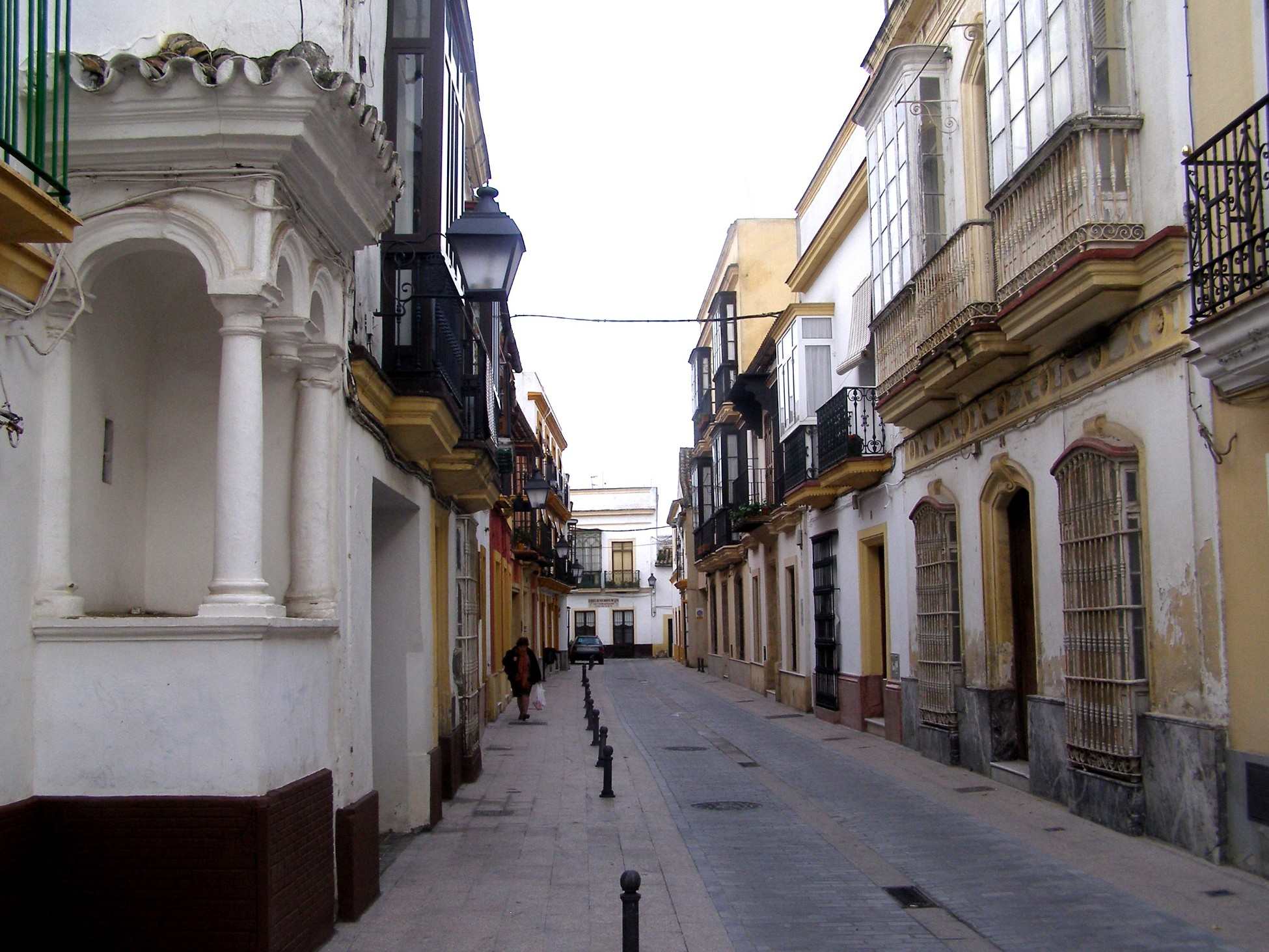
Calle Bizcocheros hacia calle Caldereros

Tradicionalmente ha sido una zona comercial, aunque recientemente ha ido perdiendo relevancia.
La calle se podría dividir en dos tramos:
- Desde Rotonda de los Casinos hasta Iglesia de San Pedro

La cercanía al centro comercial ha permitido que persista la actividad comercial: oficinas, cafeterías y comercios relacionados con el comercio justo y bienestar.
- Desde la Iglesia de San Pedro hasta Calle Caldereros

Se encuentran comercios más tradicionales, como la pastelería La Holandesa (desde 1934), sombrererías, hasta convertirse en una zona prácticamente residencial llegando a la calle Caldereros.